# Ford Taurus (primeira geração)
A primeira geração do Ford Taurus e do Mercury Sable foram automóveis produzidos pela Ford como a primeira de seis gerações do Ford Taurus e do Mercury Sable. Lançado em 26 de dezembro de 1985 já como modelo 1986, o Taurus com tração dianteira teve um design muito influente, que muitos consideram ter salvo a Ford da falência, trazendo muitas inovações ao mercado e iniciando a tendência de design aerodinâmico das montadoras americanas na segunda metade dos anos 80 e início dos anoa 90. A Ford Europa lançou a mudança para o design aerodinâmico da empresa na década de 1980 com o Ford Sierra 1982.
O desenvolvimento da primeira geração do Taurus começou no início dos anos 80 para substituir o Ford LTD, ao custo de bilhões de dólares. Foi formada uma equipe liderada pelo vice-presidente responsável pelo desenvolvimento de carros, Lewis Veraldi, apelidada de "Time Taurus". A Ford sofria com uma linha de produtos sem brilho ao final dos anos 1970 ao início dos anos 1980, e o então presidente Philip Caldwell apostou grande parte das finanças e do futuro da empresa em Veraldi e no sucesso de sua equipe, dando-lhes uma carta branca sem precedentes no desenvolvimento do que se tornaria o Taurus. O desenvolvimento do Taurus empregou uma estratégia de trabalho em equipe e comunicação com o cliente que se mostraria muito influente para a indústria automotiva, pois consolidou todos os designers, engenheiros e equipe de marketing da Ford em um grupo que trabalhou coletivamente no carro. O desenvolvimento do Taurus foi inicialmente mantido em segredo pela Ford, e pouco foi revelado sobre o Taurus final até que o veículo foi apresentado em 1985.
Após seu lançamento, o Taurus tornou-se um sucesso, uma vez que mais de 200.000 unidades seriam vendidas no ano/modelo de 1986, e mais de um milhão foram vendidos em 1989. Esta geração do Taurus obteve vendas adicionais por meio de suas duas variantes: uma versão luxuosa Mercury intitulada Sable e uma versão esportiva de alto desempenho intitulada SHO, e seu motor e sistema de transmissão seriam usados no Lincoln Continental 1988. Esta geração do Taurus continuou com apenas pequenas alterações até ser substituída em 1991 pela segunda geração do Ford Taurus. Quando a produção da primeira geração foi encerrada em 1991, mais de 2.000.000 de Taurus haviam sido vendidos.